# Semiothisa gratularia
Semiothisa gratularia là một loài bướm đêm trong họ Geometridae.